# Езенванг
Езенванг (нем. Jesenwang) — община в Германии, в земле Бавария.
Подчиняется административному округу Верхняя Бавария. Входит в состав района Фюрстенфельдбрукк. Население составляет 1534 человека (на 31 декабря 2010 года). Занимает площадь 15,30 км².